# Frontière entre la Guinée équatoriale et le Nigeria
La frontière entre la Guinée équatoriale et le Nigeria consiste en un segment maritime dans le Golfe de Guinée, en particulier avec l'île de Bioko.

## Histoire
Cette frontière est régie par un traité signé à Malabo le 23 avril 2000.
En 2002, des tensions existent entre les deux pays.

## Caractéristiques géographiques
Cette frontière est défini par un segment basé sur 10 points.
- Point (i) : 4° 01’ 37.0”N, 8° 16’ 33.0”E
- Point (ii) : 3° 53’ 01.8”N, 8° 04’ 10.7”E
- Point (iii) : 3° 51’ 54.8”N, 8° 04’ 58.9”E
- Point (iv) : 3° 51’ 20.2”N, 8° 04’ 04.0”E
- Point (v) : 3° 52’ 25.8”N, 8° 03’ 18.5”E
- Point (vi) : 3° 42’ 37.0”N, 7° 49’ 10.0”E
- Point (vii) : 3° 38’ 42.4”N, 7° 49’ 10.3”E
- Point (viii) : 3° 26’ 46.5”N, 7° 35’.40.7”E
- Point (ix) : 3° 15’ 12.0”N, 7° 22’ 35.8”E
- Point (x) : 2° 52’ 10.9”N, 7° 22’ 37.8”E

Le point (i) est un tri-point avec le Cameroun. Ce point faisait d'ailleurs l'objet d'une réserve de la part de la Cour internationale de justice dans le cadre d'un conflit sur la Frontière entre le Cameroun et le Nigeria.
Le point (x) est un tri-point avec Sao Tomé-et-Principe.